# Pontecagnano Faiano
Pontecagnano Faiano es una localidad y comune italiana de la provincia de Salerno, región de Campania, con 24.971 habitantes.

## Evolución demográfica
| Gráfica de evolución demográfica de Pontecagnano Faiano entre 1861 y 2001 |
|                                                                           |
| Fuente ISTAT - elaboración gráfica de Wikipedia                           |